# Парламентські вибори в Чехії 2021
Чергові́ парла́ментські ви́бори в Че́хії – вибори, що проходили до Палати депутатів Парламенту Чеської Республіки 8 і 9 жовтня 2021 року. Було обрано нових 200 членів Палати депутатів, де лідер сформованого в результаті виборів уряду стане прем'єр-міністром.
В результаті чергових виборів перемогу одержала так звана опозиційна коаліція “РАЗОМ”, яка заручилась підтримкою 27,79 % голосів виборців та одержала 71 місць у чеському парламенті. Друге місце посів правлячий популістичний політичний рух влади Дії незадоволених громадян, який отримав 27,12 % голосів виборців і 72 місць у чеському парламенті.
Вперше в історії Чехії в парламенті не буде комуністів, вони не подолали обов'язковий 5 % бар’єр. Комуністи з часу заснування незалежної Чехії у 1993 році завжди були присутні в Палаті депутатів Парламенту Чеської Республіки.

## Виборча система
На попередніх виборах 200 членів Палати депутатів обиралися по 14 багатомандатних округах за пропорційною системою представництва за відкритими списками з виборчим порогом у 5 %. Поріг був підвищений до 10 % для двопартійних блоків, 15 % для трьохпартійних блоків та 20 % для блоків з чотирьох і більше партій. Місця розподіляються за методом Д'Ондта. Виборці можуть віддати перевагу не більше ніж чотирьом кандидатам зі списку. Кандидати, які отримали переважні голоси від більш ніж 5 % виборців, переміщаються на початок свого списку; у випадках, коли кілька кандидатів отримують більше 5 % переважних голосів, вони розташовуються по порядку отриманих голосів.
Очікувалося, що вибори 2021 року пройдуть за тією ж виборчою системою, але 2 лютого 2021 року Конституційний суд виніс рішення за скаргою, поданою групою сенаторів від "Старости і незалежних", ХДС-ЧНП і ТОП 09, про те, що виборча система була непропорційною і сприяла більш великим партіям. Скарга стосувалася методу Д'Гондта, поділу країни на 14 виборчих округів і підвищеного виборчого порогу для блоків. Рішення Конституційного суду, опубліковане 3 лютого 2021 року залишило поріг для партій та політичних рухів на рівні 5 % і скасувало деякі положення, що стосуються розподілу місць. Нові положення були введені в закон до виборів.

## Передумови
Згідно з Конституцією Чеської Республіки, вибори в Палату депутатів, нижню палату парламенту, повинні проводитися кожні чотири роки. Уряд підзвітний Палаті депутатів і залишається при владі лише за умови довіри більшості членів парламенту. Стаття 19 (1) Конституції зазначає, що будь-який громадянин Чеської Республіки, який має право голосу і досяг 21 року, має право бути членом парламенту.
ТАК 2011 став найбільшим політичним рухом на парламентських виборах 2017 року і сформував уряд меншості, який потім втратив вотум довіри 16 січня 2018 року. Потім політичний рух сформував коаліційний уряд із соціал-демократами за підтримки Комуністичної партії. Новим прем'єр-міністром став Андрей Бабіш.
Громадянська демократична партія (ГДП) стала другою за величиною партією і головною опозиційною партією, з невеликим відривом випередивши піратську партію.

### Вибори до Сенату та місцеві вибори 2018
2018 року виборці обрали 27 з 81 сенатора і близько 61 900 членів місцевих рад. На виборах в Сенат перемогла ГДП, обравши 10 сенаторів. ТАК 2011 переміг на місцевих виборах в більшості регіональних міст, причому ГДП посів перше місце в Празі, а STAN – в Ліберецях. ЧСДП і КПЧМ втратили більше половини своїх голосів і місць в місцевих радах.

### Вибори до Європарламенту 2019
У травні 2019 року виборці обрали 21 члена Європейського парламенту. ТАК 2011 зайняв перше місце, а ГДП і Піратська партія сильно відстали за кількістю місць. ЧСДП вперше не змогла набрати понад 5 відсотків голосів на національних виборах.

### Вибори до Сенату та місцеві вибори 2020
У жовтні 2020 року виборці обрали 675 членів регіональних зборів в 13 регіонах країни (крім Праги), які потім сформували регіональні уряди. На виборах переміг ТАК 2011, який отримав 21,8 % голосів, але опозиційні партії, особливо Піратська партія, домоглися успіху, в той час як союзники ТАК зазнали значної поразки. Правлячі партії та політичні рухи також зазнали значної поразки на виборах в Сенат, на яких перемогли "Старости і незалежні", випередивши ГДП.

### Коаліції політичних партій
Після цих виборів опозиційні партії почали переговори про можливі виборчі блоки. Передбачалося, що будуть сформовані два виборчі блоки: консервативний блок на чолі з ГДП, в який також увійдуть ХДС-ЧНП і TOP 09, з лідером Петером Фіалою, і ліберальний блок, що складається з Піратської партії і "Старости і незалежні", з лідером Іваном Бартошем.
Керівництво ГДП погодилося сформувати блок 25 жовтня 2020 року, а меморандум був підписаний двома днями пізніше. 27 жовтня 2020 року Фіала, Маріан Юречка і Маркета Адамова оголосили, що ГДП, ХДС-ЧНП і TOP 09 сформують виборчий блок для наступних виборів в парламент, а лідер ГДП Фіала стане кандидатом на пост прем'єр-міністра від блоку. 11 листопада 2020 року партії домовилися, що ГДП висуне лідерів виборчих списків в дев'яти регіонах, ХДС-ЧНП – в трьох регіонах, а TOP 09 – в двох регіонах. Скорочену назва коаліції було оголошено як SPOLU (що означає разом). Петер Фіала був затверджений кандидатом від блоку на пост прем'єр-міністра 16 грудня 2020 року.
Керівництво «Старост і незалежних» погодилося почати переговори 8 жовтня 2020 року. Пірати мали ратифікувати будь-який блок на референдумі членів. В ході опитування 20 жовтня 2020 року 51 % членів Піратської партії висловилися проти блоку, а 43 % підтримали цю ідею. Референдум про початок переговорів про створення блоку спочатку був запланований на 13-16 листопада 2020 року, але був перенесений на 20-23 листопада 2020 року. Серед членів Піратської партії 695 з 858 проголосували за переговори, явка склала 80 %. Іван Бартош був висунутий на пост лідера Піратської партії на виборах 25 листопада 2020 року і затверджений 2 грудня 2020 року. Пірати також запропонували Партії зелених приєднатися до їхнього виборчого списку. Іван Бартош був затверджений в якості лідера блоку 14 грудня 2020 року. Члени Піратської партії проголосували за затвердження блоку 13 січня 2021 року.
28 грудня 2020 року президент Чехії Мілош Земан оголосив, що вибори пройдуть 8 і 9 жовтня 2021 року.
Чеська соціал-демократична партія розпочала переговори про формування третього виборчого блоку в січні 2021 року ведучи переговори з Партією зелених і деякими регіональними партіями про створення лівого виборчого альянсу. Партія зелених в якості умови вступу до блоку заявила, що партії не формуватимуть урядову коаліцію з ТАК 2011 після виборів.
На початку 2021 року розкольники ODS як чеський політичний рух Триколор разом Вільними, Приватниками й іншими другорядними партіями почали переговори про можливу коаліцію "правих" сил. 5 березня 2021 року політичний рух та ці дві партії підтвердили створення альянсу, заявивши, що в залежності від нового виборчого законодавства вони будуть балотуватися або в офіційному виборчій коаліції, або як єдина партія. Незабаром після цього Партія незалежності Чеської Республіки заявила про підтримку цієї коаліції. 23 березня 2021 року лідер "Триколора" Вацлав Клаус-молодший подав у відставку зі всіх політичних постів з особистих причин. Виконувачем обов'язки лідера партії стала Зузана Маєрова Заграднікова.

## Партії та політичні рухи
Список партій, політичних рухів та коаліцій представлених у Палаті депутатів парламенту Чеської Республіки після виборів 2021 року.
| Назва | Назва                                                                             | Ідеологія                                  | Лідер         | Результати виборів, 2017 | Результати виборів, 2017 |
| Назва | Назва                                                                             | Ідеологія                                  | Лідер         | Голоси (%)               | Місця                    |
| ----- | --------------------------------------------------------------------------------- | ------------------------------------------ | ------------- | ------------------------ | ------------------------ |
|       | ТАК (Дії незадоволених громадян)                                                  | Популізм Політичний рух "всеохопного" типу | Андрей Бабіш  | 27,17                    | 72 / 200                 |
|       | РАЗОМ (коаліція ODS, KDU-ČSL, TOP 09)                                             | Ліберальний консерватизм Популізм          | Петр Фіала    | 27,79                    | 71 / 200                 |
|       | Пірати та Старости (коаліція Чеської піратської партії та Старостів і незалежних) | Популізм Лібералізм                        | Іван Бартош   | 15,62                    | 37 / 200                 |
|       | Свобода і пряма демократія (СіПД)                                                 | Популізм Авторитаризм                      | Томіо Окамура | 9,56                     | 20 / 200                 |

## Чинний склад
| Партія | Партія                     | Місця |
| ------ | -------------------------- | ----- |
|        | Дії незадоволених громадян | 72    |
|        | РАЗОМ                      | 71    |
|        | Пірати і Старости          | 37    |
|        | Свобода і пряма демократія | 20    |

## Передвиборча кампанія 2021

### Комуністична партія Чехії і Моравії
Комуністична партія Чехії і Моравії (KSČM) почала свою передвиборчу кампанію 4 червня 2021 року. Лідер партії Войтєх Філіп заявив, що голосування за комуністів означає впевненість в майбутньому. У чеських комуністів було п'ять пріоритетів: допомога нужденним дітям, поліпшення умов життя і безпеки, право на гідне життя та краще навколишнє середовище, підвищення мінімальної заробітної плати та скорочення робочого часу. В. Філіп також заявив про бажання своєї партії вийти з НАТО і встановити кращі стосунки з Китаєм і Росією.

### Партія зелених
Партія зелених почала свою кампанію 29 червня 2021 року з гаслом «Дамо зелений колір жінкам», зосередившись на феміністських питаннях і захисті навколишнього середовища. Крім зеленого, партія використовує в своїй кампанії рожевий колір.

### Люди ЗА
Політичний рух Lidé PRO, очолюваний політичним активістом Мікулашем Мінаржом, був зареєстрований 10 грудня 2020 року і почав збір 500 000 підписів, необхідних для участі у чергових виборах. М. Мінарж заявив, що рух не хоче бути ще однією 5-відсотковою партією. 24 березня 2021 року Мінарж повідомив, що згортає проєкт, через низький інтерес виборців, зібравши всього 39 251 підписів, його рух не буде на виборах Палати депутатів парламенту Чеської Республіки та підтримає опозиційні партії.

### Коаліція "Пірати та Старости"
Чеська піратська партія та Старости і незалежні (STAN) сформували ліберальну коаліцію на чолі з Іваном Бартошем, представивши свою угоду про співпрацю в грудні 2020 року. Пріоритети угоди включали зниження податків, підвищення доступності охорони здоров'я в регіонах, захист клімату і прозоре управління. Сторони також домовилися підтримати перехід на євро. Бартош заявив 11 січня 2021, що пріоритетами блоку під час передвиборної кампанії будуть реформа системи стягнення боргів, цифровізація, питання екології й освіти. 
Пірати та Старости почали свою кампанію 18 травня 2021 року під гаслом "Повернемо країні її майбутнє" (чеськ. Vraťme zemi budoucnost). Бартош і Ракушан пообіцяли об'єднати суспільство і зупинити розтрату державних коштів. Так званий альянс також хоче регулювати стягнення боргів, підвищити податки на комерційні будівлі і почати підготовку до переходу на євро. Вони також заявили, що внесуть зміни до конституції. Основним напрямком платформи альянсу є цифровізація країни.
Після торнадо у південній Моравії Пірати та Старости тимчасово перервали допредвиборчу кампанію та агітацію.

### Присяга – громадянський рух Роберта Шлахти
Перед виборами Роберт Шлахта створив партію "Присяга – громадянський рух Роберта Шлахти" (чеськ. Přísaha – občanské hnutí Roberta Šlachty). Кампанію запущено на зустрічі із спонсорами 28 січня 2021 року. Р. Шлахта відповідав на запитання, надіслані з Всемережжя. Він заявив, що не вважає, що зараз відповідний час для введення євро, і виступає проти квот на мігрантів.

### Коаліція "РАЗОМ"
Три популістично-консервативні партії, Громадянська демократична партія, ХДУ-ЧНП і TOP 09, сформували виборчу коаліцію під назвою SPOLU – ODS, KDU-ČSL, TOP 09 (РАЗОМ – ОДС, КДУ-ЧСЛ, ТОП 09). Альянс РАЗОМ очолив Петр Фіала, передвиборча кампанія стартувала 9 грудня 2020 року. Вони обіцяли реформувати податкову, соціальну, пенсійну системи та систему охорону здоров'я. Його пропозиції включають мінімальну пенсію, спрощення соціальних виплат, підтримку освіти, більш ефективне використання фондів Європейського союзу, також є акцент на зміні клімату. Він виступає проти "чехзиту" і підтримує членство в НАТО. П. Фіала заявив, що хоче створити функціональну і більш зрозумілу державу замість безпорадності і брехливої політики. Лідерка TOP 09 Маркета Адамова описала блок як правоцентристську ліберально-консервативну політичну силу, в основі якої лежать традиції, проте зберігши сучасний погляд на світ.
РАЗОМ запустив свою кампанію 19 травня 2021 року у столиці Моравії Брні. Гасло кампанії – "Ми об'єднаємо Чехію". П. Фіала стверджував, що партії мали рацію, створивши коаліцію, оскільки партії пов'язані спільними цінностями, і сказав, що з нетерпінням чекає особистої передвиборчої кампанії, висловивши надію, що ситуація з пандемією покращиться. Петр Фіала заявив, що SРАЗОМ хоче "економічно здатну і освічену Чехію".
РАЗОМ планував використовувати Домініка Фері як обличчя кампанії в Instagram, орієнтованої на молодих виборців, під назвою "У мене є голос". Однак в травні 2021 року Д. Фері пішов зі своїх політичних постів після того, як вісім жінок звинуватили його в сексуальному насильстві і зґвалтуванні, і кампанія була відкликана.
Після торнадо в південній Моравії РАЗОМ призупиняє свою кампанію в південній Моравії щоб пожертвувати 1,5 мільйона крон на допомогу людям, які постраждали від стихії.

### Відкриємо Чехію нормальному життю
Ініціатива Здох Пес (чеськ. Chcípl PES) почала організовувати демонстрації проти "локдауну" на початку 2021 року. Назва ініціативи відсилає до урядової протиепідемічної системи, відомої як PES. Очільник ініціативи Здох Пес Іржі Янечек 19 січня 2021 року оголосив, що створює нову чеську партію і вже 1 лютого заявив, що його прихильники й однодумці, які здебільшого одночасно члени або очільники місцевих філій політичного угрупування Триколор, братиме участь у виборах на платформі проти закриття підприємств і підтримки бізнесу під час надуманої пандемії COVID-19.

### Альянс про майбутнє
23 березня 2021 року група дрібних партій, включно з Громадянським демократичним альянсом, Аграрно-демократичною партією, Народним порядком і Демократичною партією зелених – ЗА ПРАВА ЗВІРІВ, сформувала коаліцію під назвою Альянс про майбутнє (чеськ. Aliance pro budoucnost), лідером якого став Павел Сегнал.

## Дебати
| Дебати            | Дебати               | Дебати                  | Дебати                  | Дебати                  | Дебати                  | Дебати                  | Дебати                  | Дебати                  | Дебати                  | Дебати                          |                 |
| Дата              | Організатори         | П Присутній В Відсутній | П Присутній В Відсутній | П Присутній В Відсутній | П Присутній В Відсутній | П Присутній В Відсутній | П Присутній В Відсутній | П Присутній В Відсутній | П Присутній В Відсутній |                                 |                 |
| Дата              | Організатори         | ТАК                     | SPOLU                   | ПіС                     | СПД                     | КПЧМ                    | ЧСДП                    | T–С–В                   | П                       |                                 |                 |
| ----------------- | -------------------- | ----------------------- | ----------------------- | ----------------------- | ----------------------- | ----------------------- | ----------------------- | ----------------------- | ----------------------- | ------------------------------- | --------------- |
| Дата              | Організатори         | 2 липня 2021            | CNN Prima News          | В                       | В                       | В                       | В                       | П Станіслав Гроспіч     | П Яна Малацова          | П Зузанна Мажерова Заграднікова | В Роберт Шлахта |
| П Радек Вондрацек | П Мартін Купка (ГДП) | 2 липня 2021            | CNN Prima News          | П Ян Фарський (СТАН)    | П Томіо Окамура         | В                       | В                       | В                       | В                       |                                 |                 |